# Bateria estacionária
A bateria estacionária, também conhecida como bateria de ciclo profundo é uma bateria construída de forma semelhante a bateria automotiva mas com maior capacidade de descarga. Quase sempre são do tipo chumbo-ácido onde o chumbo tem um maior nível de pureza (até 95%) e suas placas de cobre e zinco são maiores.
São usadas em som automotivo, no-breaks, centrais telefônicas, alarmes, energia solar e eólica, carro elétrico dentre outros.

## Segurança
Se comparada com a bateria selada, a bateria estacionária possui filtros para evitar emissão de vapor da solução ácida. Desta forma ela é mais segura podendo ser usado em ambientes internos.